# 因河畔阿绍
因河畔阿绍（德語：Aschau am Inn）是德国巴伐利亚州的一个市镇。总面积20.76平方公里，总人口2813人，其中男性1387人，女性1426人（2011年12月31日），人口密度136人/平方公里。